# 阿拉迪斯图拉
阿拉迪斯图拉（意大利语：Ala di Stura），是意大利皮埃蒙特大区都灵省的一个市镇。人口465(2010年12月31日)。
Ala di Stura 与以下市镇相邻: Groscavallo, Chialamberto, Ceres, Balme, Mezzenile, and Lemie.